# Kościuchnówka
Kościuchnówka (dawniej także Kostiuchnówka; ukr. Костюхнівка, Kostiuchniwka) – wieś na Ukrainie, w obwodzie wołyńskim w rejonie kamieńskim.

## Historia
Na przełomie XIX i XX wieku wieś, nazywana ówcześnie Kostiuchnówką, leżała w gminie Miedwieże, w powiecie łuckim. Wieś należała do Franciszka Roszkowskiego. Zamieszkiwało ją 709 mieszkańców. We wsi były 124 domy, cerkiew i dwa młyny.
W marcu 1916 w Kościuchnówce powstał utytułowany polski klub piłkarski – Legia Warszawa. W dniach 4–6 lipca 1916 roku pod Kościuchnówką Legiony Polskie prowadziły działania opóźniające przeciwko oddziałom rosyjskim. Działania te przeszły do historii Wojska Polskiego jako bitwa pod Kościuchnówką . 
Dziś w Kościuchnówce jest polski Cmentarz Legionowy, którym opiekują się m.in. harcerze z Chorągwi Łódzkiej ZHP (w ramach Harcerskiej Akcji Letniej „Kostiuchnówka”), którzy prowadzą także Centrum Dialogu Kostiuchnówka w odremontowanym budynku tzw. polskiej szkoły.
To stąd corocznie harcerze polscy biorą „Ogień Niepodległości”, który potem zabierają do Warszawy, aby w stolicy podczas uroczystości Święta Niepodległości złożyć go (w trakcie Salwy Honorowej) na Grobie Nieznanego Żołnierza.
Za wsią znajduje się Polska Góra usypana w latach 30. XX w. na cześć zwycięstwa Józefa Piłsudskiego. Na szczycie znajdowały się: muzeum i pamiątkowy kamień z napisem Pan marszałek Józef Piłsudski.
Od 2020 r. Instytut Pamięci Narodowej wnioskuje do strony Ukraińskiej o wydanie zgody na przeprowadzenie Kościuchnówce prac poszukiwawczych, których celem jest odnalezienie mogiły 40. polskich żołnierzy.
Do 2020 w rejonie maniewickim.